# Friedrich Muckermann
Friedrich Johannes Muckermann (Bückeburg, 17 augustus 1883 - Montreux (Zwitserland), 2 april 1946) was een Duitse Rooms-katholieke priester. Hij behoorde tot de jezuïetenorde. Hij was een fel tegenstander van het nazisme. In 1934 week hij uit naar Oldenzaal vanwaar hij de antifascistische krant Der Deutsche Weg uitgaf.

## Levensloop
Muckermann voegde zich in 1899 in een jezuïetenorde in het Nederlandse Bleijenbeek. Vier jaar later ging hij filosofie studeren, gevolgd door een studie theologie in 1912. Muckermann werd in 1914 gewijd tot priester.
Tijdens de Eerste Wereldoorlog was hij kapelaan in het Duitse leger. Hij viel in Russische handen en zat gevangen in Minsk en Smolensk. In 1919 kwam hij vrij na een gevangenenruil, waarbij Muckermann werd uitgewisseld voor Karl Radek. Muckermann was een verklaard tegenstander van  het communisme en sprak zich daar tegen uit in artikelen en toespraken. Vanaf 1921 woonde hij in Bonn. In 1923 werd hij door de Fransen weggestuurd omdat hij zich in een artikel kritisch had uitgelaten over de Franse bezetting van het Rijnland. Hij verhuisde naar Münster, vanwaaruit hij het blad De Graal uitgaf.
Eind jaren twintig verschoof Muckermanns focus van het communisme naar het opkomende fascisme. Hij was een verklaard tegenstander van de nazi's. Na de machtsovername van de nazi's probeerden zij direct Muckermans invloed te beperken. Zo kreeg een krant die een aankondiging had geplaatst van een lezing van Muckermann een publicatieverbod opgelegd. Het persbureau Katholische Korrespondenz, waar Muckermann voor schreef, kreeg in mei 1934 een publicatieverbod opgelegd en mocht alleen een doorstart maken op voorwaarde dat Muckermann en verschillende andere schrijvers werden ontslagen.
Muckermann week na de Nacht van de Lange Messen in juni 1934 uit naar Oldenzaal. Hij had overigens al een warme band met Nederland. Een deel van zijn studie had zich daar afgespeeld en sinds het begin van de jaren twintig was hij bevriend met dr. Henri Poels uit Valkenburg. Hij bracht daar regelmatig een weekend door. In Oldenzaal begon Muckermann samen met de eveneens uit Duitsland gevluchte Joseph Steinhage de krant Der Deutsche Weg. Beide mannen hadden elkaar ontmoet in het klooster van Glanerbrug. Der Deutsche Weg was een krant voor Rooms-katholieken buiten Duitsland. In de krant, die drieduizend abonnees telde, keerden de schrijvers zich fel tegen het nazisme. Zij publiceerden vaak vertrouwelijke documenten van de NSDAP die Steinhage via zijn Duitse contacten verkreeg.
De invloed van Muckermann reikte verder dan zijn eigen krant. Via het grotere persbureau Katholieke Wereldpost voorzag hij katholieke dagbladen in Nederland van antinazistische artikelen. Der Deutsche Weg was de nazi's een doorn in het oog. Muckermann kreeg te maken met infiltraties. Zo bleek een goede vriend te werken voor de Gestapo. De Duitsers drongen er bij de Nederlandse regering op aan om Der Deutsche Weg te verbieden. Zo ver kwam het niet, maar er kwam wel een verbod voor Rijksduitsers om te schrijven voor Der Deutsche Weg. Daarom werd er een constructie bedacht waardoor Muckermann buiten beeld bleef. De Oldenzaalse pastoor Frans Stokman, die al betrokken was bij de hulpverlening aan Duitse vluchtelingen, werd naar buiten gepresenteerd als hoofdredacteur. De namen van Muckermann en Steinhage verdwenen uit de krant, hoewel zij bijna de gehele inhoud voor hun rekening namen.
Muckermann werd in 1935 benoemd tot docent aan het Instituut voor Oriëntale studies in Rome. In 1937 verhuisde hij naar Wenen. Een jaar later week hij uit naar Parijs en weer later naar Vichy-Frankrijk, vanwaar uit hij in 1943 voor de nazi's vluchtte naar Zwitserland. De pen bleef zijn belangrijkste wapen. Een jaar na de oorlog overleed Muckermann.
Veel van de Nederlandse medestanders van Muckermann, of zij die ervan verdacht werden met hem samengewerkt te hebben, moesten het na de Duitse inval in mei 1940 ontgelden. Zo werden Robert Regout en Jan Hoogveld binnen een paar maanden gearresteerd. Regout overleed in gevangenschap, Hoogveld werd wel vrijgelaten, maar overleed aan de gevolgen van de gevangenschap. De Duitsers stonden op 10 mei 1940 al bij pastoor Stokman voor de deur, maar deze was een dag eerder ondergedoken in Utrecht, waar hij de rest van de oorlog verbleef onder een valse naam. Ook Joseph Steinhage overleefde de oorlog in de onderduik, in zijn geval in Amsterdam. Twee van zijn kinderen zaten vast in een concentratiekamp, maar overleefden beiden de oorlog. Poels wist op tijd via België Zwitserland te bereiken. Hein Hoeben, een vriend van Muckermann die veel van diens stukken redigeerde, vluchtte naar Frankrijk, maar keerde terug naar Nederland nadat een van zijn kinderen ziek werd. Hij besloot zich te melden bij de bezetter en overleed in gevangenschap.

## Postuum
De boeken van Muckermann waren in Oost-Duitsland verboden vanwege zijn anticommunistische houding. In 2007 werd in zijn geboortestad Bückeburg een straat naar hem vernoemd.
- Bibliothèque nationale de France: cb135718261 (data)
- Gemeinsame Normdatei: 118737295
- International Standard Name Identifier: 0000 0000 8107 3076
- Library of Congress Control Number: n94045114
- Nationale Bibliotheek van Tsjechië: jo2015862686
- Nationale Bibliotheek van Israël: 987007496267305171
- Nederlandse Thesaurus van Auteursnamen: 071738096
- Istituto Centrale per il Catalogo Unico: RAVV061634
- Système universitaire de documentation: 052651630
- Trove: 1088365
- Virtual International Authority File: 27866529
- WorldCat: E39PBJr7WHJkvxyX4Xkt3XyTpP